# جغناب (هریس)
جغناب یکی از روستاهای استان آذربایجان شرقی است که در دهستان بدوستان غربی بخش خواجه شهرستان هریس واقع شده‌است.اهالی این روستا و دو روستای همسایه از عشایر شاهسون و طایفه حاج علیلو هستند.